# Língua não classificada
As seguintes línguas são listados como não classificadas (em famílias) por Ethnologue (17ª edição), embora em suas descrições algumas sejam identificados com uma família estabelecida, ou tenham sido apresentadas como espúrias. Desde a 15ª edição, várias outras línguas não classificadas foram encontradas relacionadas a idiomas conhecidos uma vez que dados melhores foram coletados, e alguns, como  Amikoana  e  Miarrã , foram consideradas espúrios e seus códigos ISO foram apresentados. Línguas que foram extintas antes de 1950 estão no âmbito da Língua Linguística e estão sendo gradualmente removidas do Ethnologue ; onde estão listados como um adendo a esta página.

## África
- Língua bunga (Camarões)
- Língua gail ( África do Sul)
- Língua imeraguen (Mauritânia, Hassaniya-Soninke mix?
- Língua fer (República Centro-Africana, Sudão Central
- Língua Kujargé (Chade, Afroasiática)
- Língua laal ([[Chad], isolar?)
- Língua leti (Camarões)
- Língua lufu (Nigéria, Jukunoid do sul)
- Língua luo (Camarões; não deve ser confundida com a mais conhecida Língua luo
- Língua mawa (Nigéria; não deve ser confundida com a língua Mawa do Chade
- Língua rer bare (Etiópia, não atestada
- Língua shabo (Etiópia)
- Língua weyto (Etiópia, não atestada

## Américas

### Norte
- Língua da Cultura do Vodu haitiano (Língua Haiti)

## Ásia
- Língua majhwar (Língua Índia, possível dialeto Asuri [Mundari])
- Língua waxianghua (Língua China, Hunanese–Miao mix?)

Bhatola está listado como inclassificável (devido à falta de dados) por  Língua Glottolog .

## Europa
- Língua Polari (Língua Reino Unido)
- Língua Jargão quinqui (Língua Espanha)
- Língua Escocês viajante (([[Língua Reino Unido])

## Oceania
- Língua doso (Língua Papua-Nova Guiné)
- Língua lembra( Irian Jaya, Língua Indonésia)
- Língua kimki ( Irian Jaya)
- Língua lepki ( Irian Jaya)
- Língua molof ( Irian Jaya)
- Língua murkim ( Irian Jaya)
- Língua namla ( Irian Jaya)
- Língua tofanma ( Irian Jaya)
- Língua usku ( Irian Jaya)
- Língua yetfa ( Irian Jaya)
- Língua yitha yitha  (Austrália) (Ethnologue tem um ramo Ngarinyeric -  'Yithayithic'  de Pama-Nyungan que Yitha Yitha é tradicionalmente classificado)

## diomas mantidos pela Linguist List
Esses idiomas foram extintos antes de 1950 e seus códigos ISO não são mais mantidos pelo SIL. A manutenção de línguas adicionais extintas antes de 1950 está sendo gradualmente mudada do SIL para o “Linguist List”.. 
Africa
- Língua Meroitic

America do Norte
- Língua Adai
- Língua Aranama–Tamique
- Língua Beothuk
- Língua Cayuse
- Língua Solano
- Língua Timucua

America do Sul
- Língua Mochica
- Língua Puquina

Ásia
- Língua Hunnic
- Língua Harappan (Vale do Indo)
- Língua Kaskean

Anatolia
- Língua Hattian (Hacottiana)
- Língua Misiana

Coreia
- Língua Kara (Coreia)
- Língua Koguryo
- Língua Paekche (incl. Puyo-Paekche)
- Língua Puyo
- Língua Puyo-Paekche
- Língua Yemaek

Europa
- Língua Camúnica
- Língua Eteocretence
- Língua Eteocipriota
- Língua Iberian
- Língua lígure
- [Linear A ]](= Minoana)
- Língua Minoana
- Língua Língua piceno setentrional
- Língua Pictishica
- Língua lepôntica
- Língua sicaniana
- Língua sorothaptic
- Tartessiano

Oceania
- Língua tambora
- Línguas tasmanianas